# Caída de Mosul
La caída de Mosul se produjo  a comienzos de junio de 2014, cuando el entonces llamado Estado Islámico de Irak y el Levante —también conocido como Daesh— lanzó una ofensiva relámpago a lo largo del norte de Irak y capturó dicha ciudad en menos de una semana, derrotando a una fuerza veinte veces superior. 

## Trasfondo
Desde fines de diciembre de 2013 venían produciéndose enfrentamientos entre milicias tribales, las fuerzas de seguridad y el grupo terrorista EIIL (Estado Islámico de Irak y el Levante). En enero de 2014, este último capturó las ciudades de Faluya y Hit, haciéndose con la mayoría de la provincia de Ambar. Las fuerzas gubernamentales lanzaron una contraofensiva, en un intento por restablecer el control de la región. Tuvieron éxito al recapturar Samarra, el 5 de junio, y bombardearon fuertemente Faluya para debilitar a las fuerzas de Daesh. Sin embargo, el grupo terrorista había realizado avances territoriales en Siria, lo que le permitió tener acceso a una gran cantidad de armamento y fortalecer su posición.
A principios de junio, luego de la campaña del ejército en Ambar, los insurgentes comenzaron a avanzar en el centro y norte del país. El comandante de las fuerzas de Daesh, Abu Abdulrahman al-Bilawi, fue muerto por las fuerzas de seguridad, y el grupo terrorista bautizó la operación que culminaría con la caída de Mosul como Operación Venganza de Bilawi.

## Desarrollo
El 4 de junio, Abu Abdulrahman al-Bilawi fue acorralado por la policía iraquí y este, en vez de rendirse, se detonó a sí mismo. El teniente general Mahdi Gharawi, quien comandaba las tropas que debían defender Mosul, creyó —erróneamente— que la muerte impediría un ataque en la urbe. A las 02:30 de la madrugada, un convoy de camionetas del EIIL, cada una llevando cuatro terroristas, ingresó en la ciudad ametrallando los puntos de control. Si bien se creía que la primera línea de defensa alrededor de la Mosul estaba compuesta por 2500 soldados, Gharawi afirmó que «la realidad estaba más cerca de 500» y notó que, debido a que todos los tanques de la ciudad estaban siendo utilizados para el combate en la provincia, la ciudad no disponía de muchos recursos para repeler los ataques. Durante la incursión, los terroristas ahorcaron, quemaron vivos y crucificaron a muchos soldados. 
Al día siguiente, se impuso un toque de queda en la urbe, mientras el gobierno bombardeaba a los terroristas desde helicópteros. En el sur de la ciudad, cinco suicidas destruyeron por completo un arsenal.
El EIIL comenzó a atacar el noroeste de Mosul el 6 de junio. El número de terroristas presentes en la ciudad rondaba los 1500, unas 20 veces menos que el de sus defensores. Dos coches bomba fueron detonados en la localidad cercana de Muwaffakiya, matando a seis chabaquíes. Fuentes militares aseguraron esa misma tarde que el 90% de Mosul se hallaba en manos del gobierno, y un funcionario reportó que 105 terroristas habían muerto. Tras los ataques, los miembros de Daesh se retiraron hacia el desierto o se camuflaron entre la población civil.
El 8 de junio, un doble atentado en una oficina de la Unión Patriótica del Kurdistán en Jalula mató a 18 personas. Ese mismo día, unos cien vehículos ingresaron en la ciudad, transportando alrededor de 400 terroristas. A esto se le sumó la activación de células durmientes, y los habitantes de los barrios «se unieron a ellos», según afirmó la policía. Daesh también detonó una bomba en una comisaría en el barrio de al-Uraybi y se hicieron con un edificio en el margen occidental del Tigris, que convirtieron en un cuartel para unos 30 miembros de élite.
El 9 de junio, el EIIL ejecutó a quince miembros de las fuerzas de seguridad iraquíes que habían sido capturados en Tikrit. Según CBS News, el asiento de gobierno de la provincia de Nínive fue asaltado ese mismo día por terroristas armados con ametralladoras y granadas propulsadas por cohete. Para ese momento, el 4.º Batallón era una de las últimas formaciones policiales que aún luchaban contra los islamistas, pues el resto de los defensores habían desertado o se habían cambiado de bando. Dada la falta de planes concretos y munición, y siguiendo el consejo del general retirado Khaled al-Obeidi, Gharawi ordenó la retirada. Esa misma noche, Daesh y sus aliados asaltaron Mosul otra vez, produciéndose intensos combates nocturnos. El ejército se retiró durante el ataque, permitiendo que los terroristas se hicieran con gran parte de la misma para el mediodía del día siguiente. Muchos soldados abandonaron sus armas y se vistieron con ropa de civil para esconderse entre la población. El EIIL se apropió de numerosas instalaciones, incluyendo el Aeropuerto Internacional de Mosul. También se hicieron con los helicópteros que se encontraban en este último y una base aérea en el sur de la provincia de Saladino.
Tras cuatro días de combates, Mosul cayó el 10 de junio. Algunos informes sugerían que Daesh avanzaba hacia Kirkuk. Los terroristas liberaron a más de 1000 presos, y algunos de ellos fueron recibidos por los miembros de Daesh. Asimismo, también fueron izadas banderas negras en los edificios gubernamentales.

## Reacciones

### Estados soberanos
- Estados Unidos — La portavoz del Departamento de Estado, Jen Psaki, sostuvo que «Debería estar claro que el ISIS (sic) no es solo una amenaza para la estabilidad de Irak, sino una amenaza para toda la región. Esta creciente amenaza ejemplifica la necesidad de que todos los iraquíes de todas las comunidades trabajen juntos para hacer frente a este enemigo común y aislar a estos grupos milicianos de la población en su conjunto.»[7][23]

- Irak — Osama al-Nujaifi, Presidente del Consejo de Representantes de Irak, señaló que «lo que ha ocurrido es un desastre desde cualquier punto de vista» y criticó la «negligencia» del ejército al retirarse de la ciudad.[21] El primer ministro, Nuri al Maliki, pidió «ayuda» a «gobiernos aliados».[1]

### Organismos supranacionales
- Organización de las Naciones Unidas — El Secretario General, Ban Ki Moon, se mostró «gravemente preocupado» por el deterioro de la situación de seguridad en Mosul.[23]